# (11069) Bellqvist
(11069) Bellqvist est un astéroïde de la ceinture principale.

## Description
(11069) Bellqvist est un astéroïde de la ceinture principale. Il fut découvert le 1er mars 1992 à La Silla par le programme UESAC. Il présente une orbite caractérisée par un demi-grand axe de 3,04 UA, une excentricité de 0,08 et une inclinaison de 9,7° par rapport à l'écliptique.

## Compléments